# Poieni-Solca (gmina)
Poieni-Solca – gmina w Rumunii, w okręgu Suczawa. Obejmuje tylko jedną miejscowość Poieni-Solca. W 2011 roku liczyła 1629 mieszkańców.